# 保罗针壳炱
保罗针壳炱（学名：Irenopsis paulensis）是属于小煤炱目小煤炱科针壳炱属的一种真菌，寄生在大戟科植物上。该种分布于中国、巴西、印度。